# Wachtelzwergkauz
Der Wachtelzwergkauz (Taenioptynx brodiei; Syn. Glaucidium brodiei), auch Wachtel-Sperlingskauz, Wachtelkauz oder auch Halsbandkauz genannt, ist eine kleine Eulenart aus der Gattung der Sperlingskäuze. Er kommt ausschließlich in Ostasien vor.

## Erscheinungsbild und Stimme
Der Wachtelzwergkauz erreicht eine Körpergröße von 15 bis 17 Zentimetern. Der Kopf ist graubraun und weist zahlreiche weißliche und ockerfarbene Flecken auf. Federohren fehlen. Der Rücken ist graubraun mit dunklen und helleren Querstreifen. Die Art hat auffällige weiße Augenbrauen und einen weißen Flecken an der Kehle. Im Nacken befindet sich ein Occipitalgesicht.

## Verbreitungsgebiet und Lebensraum

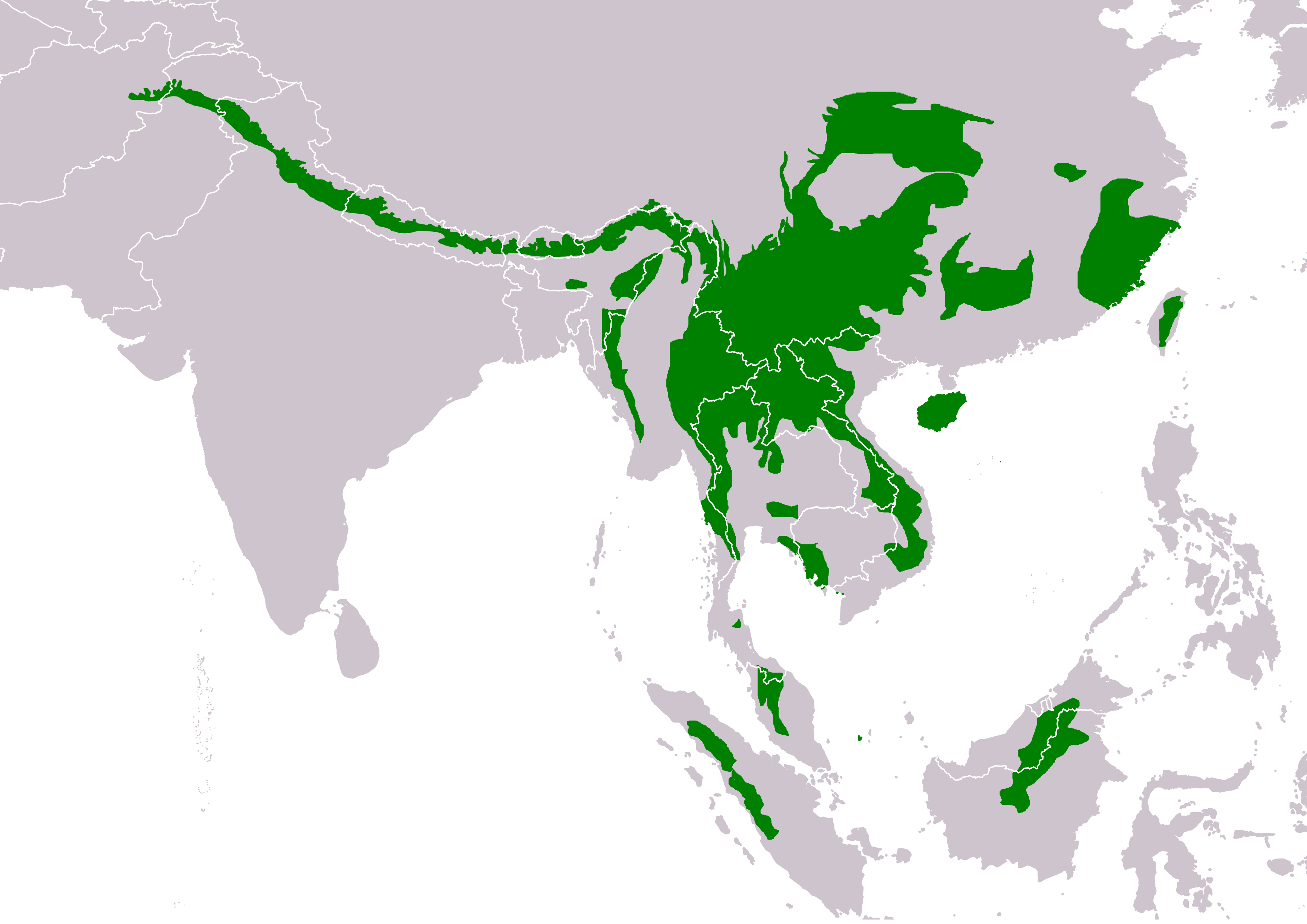
Verbreitungsgebiet (grün) des Wachtelzwergkauzes

Der Wachtelzwergkauz besiedelt das Himalaya-Gebiet vom Norden Pakistans bis nach China und Taiwan. In südlicher Verbreitungsrichtung kommt er über Malaysia bis nach Sumatra und Borneo vor. Er ist ein Standvogel, der submontane und montane Wälder besiedelt. Er nutzt vor allem Lichtungen, Kahlschläge und Waldränder als Lebensraum. Seine Höhenverbreitung reicht von etwa 1.350 bis 2.750 Meter über NN.

## Lebensweise
Der Wachtelzwergkauz ist tag- und dämmerungsaktiv. Auch im hellen Sonnenschein kann man ihn gelegentlich beobachten, wie er Waldlichtungen überquert und auch jagt. Er weist insgesamt ein deutlich weniger nachtaktives Verhalten als eine Vielzahl anderer Eulen auf. Seine Nahrung besteht überwiegend aus Kleinvögeln. Daneben schlägt er Mäuse, Eidechsen, Zikaden, Heuschrecken, Käfer und andere Insekten. Die Ornithologen Claus König und Friedhelm Weick beschreiben ihn als eine extrem mutige und angriffslustige Eule, die mitunter auch Vögel greift, die fast so groß sind wie sie selber.
Im Himalaya fällt die Fortpflanzungsperiode in den Zeitraum März bis Juni. Er nutzt Baumhöhlen als Nistgelegenheit. Das Gelege umfasst in der Regel vier weiße Eier.

## Unterarten
Es sind folgende Unterarten bekannt:
- Taenioptynx brodiei brodiei (Burton, 1836)	ist im Himalaya über das südliche China und südlich über Indochina und die Malaiische Halbinsel verbreitet.
- Taenioptynx brodiei pardalotus (Swinhoe, 1863) kommt auf Taiwan vor.

## Belege

### Einzelbelege
1. 1 2  König et al., S. 394
2. 1 2  König et al., S. 395
3. ↑  IOC World bird list Owls